# Giuseppe Mazzoli
Giuseppe Mazzoli (Bologna, 26 maggio 1907 – 1970) è stato uno scultore italiano.

## Biografia
Dopo aver studiato all'Accademia di belle arti di Bologna assieme ad Ilario Rossi, Luciano Minguzzi, Paolo Manaresi e Gino Marzocchi, durante gli anni Trenta assume una certa notorietà come giovane artista e realizza opere quali Femminilità del 1933 di “saldo impianto volumetrico e di morbide forme piene”, come scrive un giornale dell'epoca. Lo stesso anno partecipa al concorso per il Pensionato artistico nazionale con un grande bassorilievo dal titolo La caccia e realizza il torso di fanciulla (in bronzo).
Nel 1938 diventa assistente di Ercole Drei all'Accademia e poi nel dopoguerra ottiene la cattedra di scultura al Liceo artistico bolognese. Convinto che l'arte debba essere espressa con i mezzi più elementari, scolpisce i sassi ed i marmi più duri. Sono di questo periodo Maschera di donna (realizzata in marmo) dedicato alla moglie Rina, Angoscia (in pietra dura) e Ritratto di Romana in marmo.
Nel 1948 realizza l'altorilievo esposto all'ingresso della Palazzina ex Direttissima nel Parco della Montagnola (lato nord), dal titolo La lotta ed il sacrificio dei partigiani.
Il 4 novembre 1950 viene inaugurato il Sacrario dei Caduti di Budrio realizzato da Mazzoli sia nella parte architettonica che in quella scultorea con la sua opera Il partigiano caduto ed in quegli stessi anni gli fu commissionato il Monumento ai caduti per la libertà in ricordo della battaglia di Casteldebole.
Nel 1952 partecipa al concorso per la sistemazione del Sacrario dei caduti partigiani di Piazza Nettuno a Bologna arrivando al secondo posto dopo l'architetto Giuseppe Vaccaro.
Mazzoli modella anche la cera creando opere che vengono ultimate con il bronzo. “Le concessioni al gusto tra grottesco e favolistico, di una “scultura da camera”, consentono il godimento immediato di una plastica desiderosa di superare la stasi monumentale e assicurano aperture più evolute e personali dello scultore bolognese”, come si legge ne Il Resto del Carlino del 1966 in occasione di una mostra, assieme a Norma Mascellani, al Centro di cultura e d'arte di Bologna.
Tra le opere famose la Spigolatrice (1955), realizzata sia in bronzo che in gesso, che si trova alla Galleria d'Arte Moderna di Bologna, Statua da giardino (1957) un nudo corposo che si rifà alla lezione di Aristide Maillol, Equilibrista e Cavalchina del 1960 in bronzo.
Nell'ultimo periodo artistico espone 16 bronzetti, animali, streghe, nudi, atleti, Maternità. Sono di questa fase le opere: La strega (1962), Cavallo in corsa (1962) e il Rinocerontino (1966) in bronzo.

## Galleria d'immagini

Sculture di Giuseppe Mazzoli
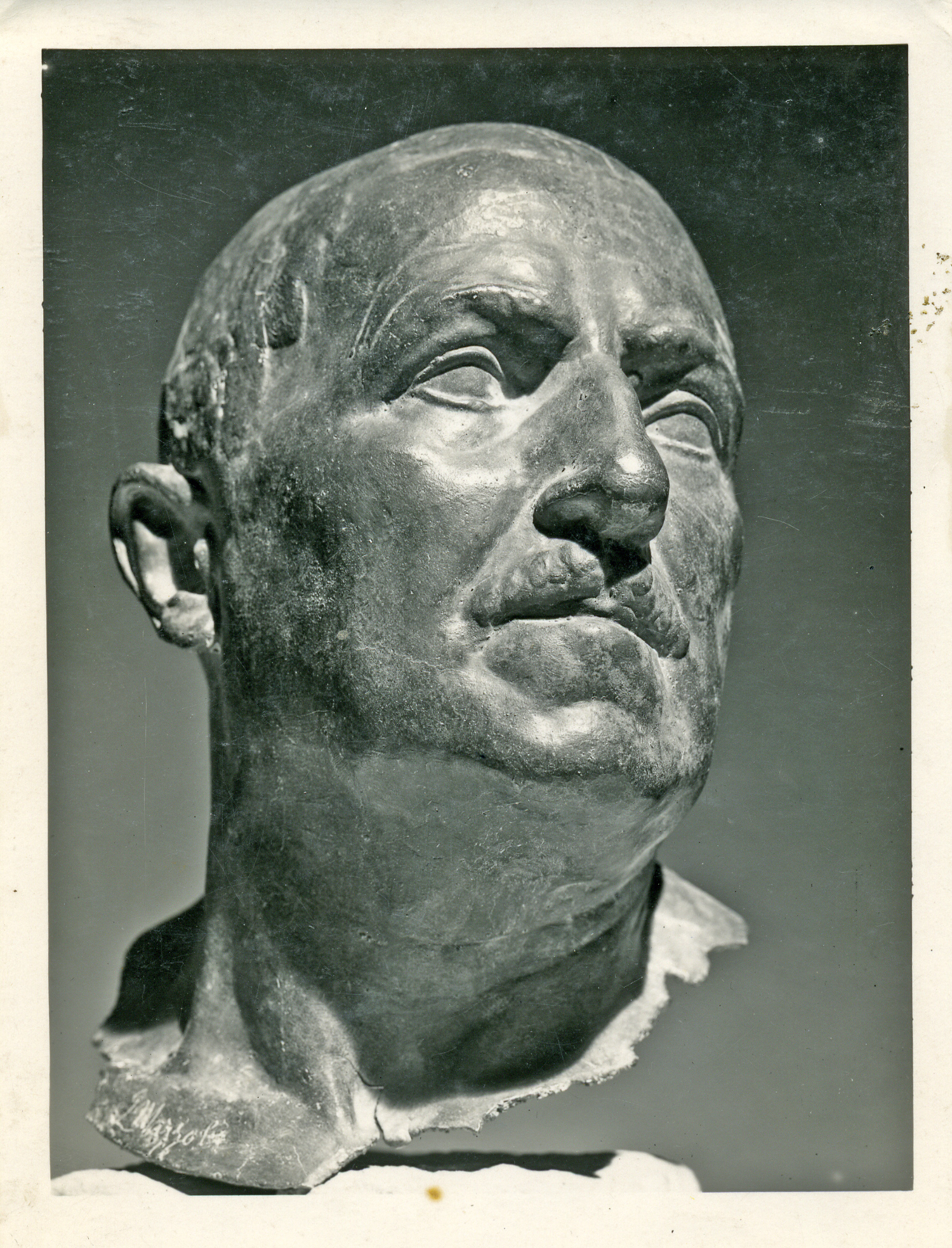
Busto del padre Adolfo, in bronzo. Del 1930
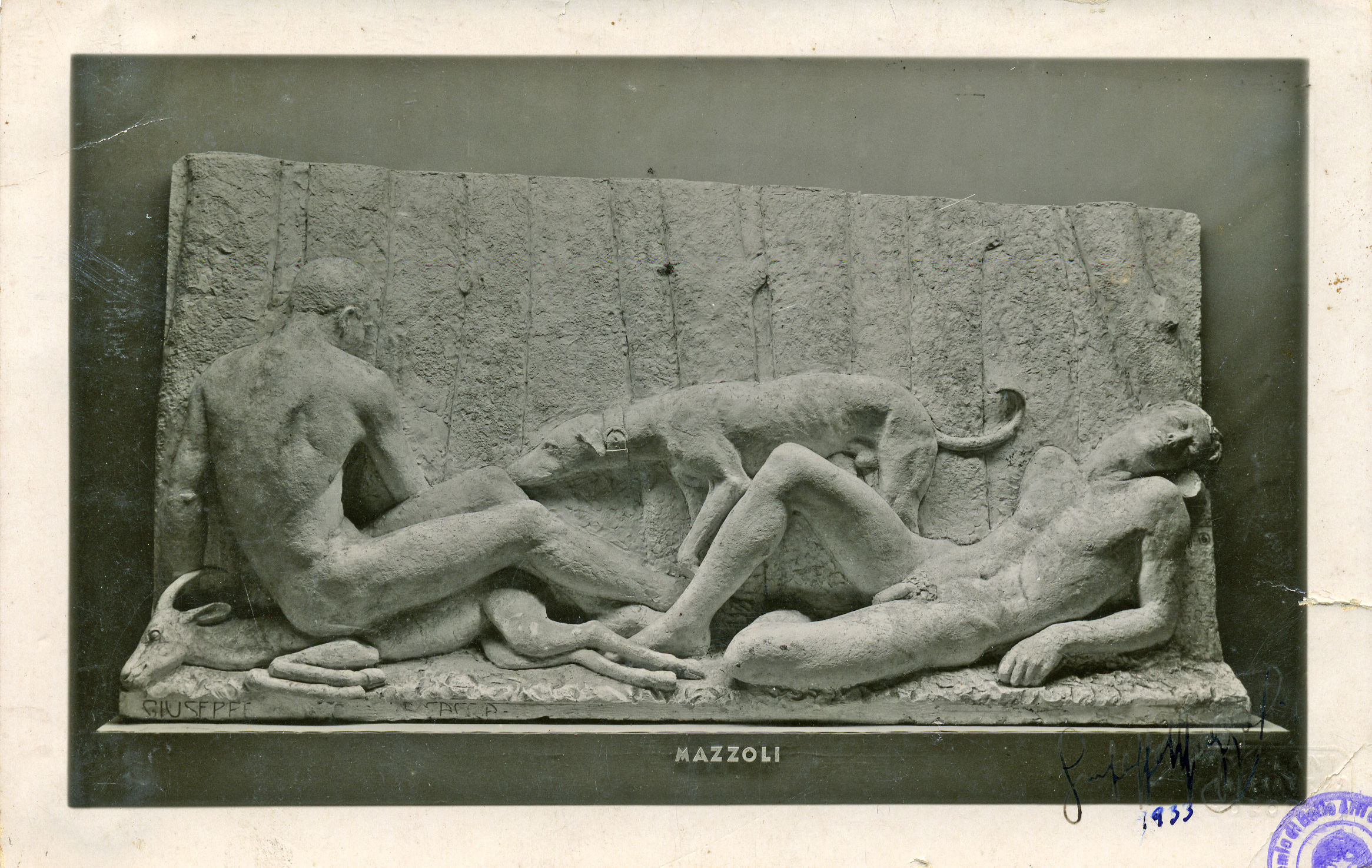
La caccia, bassorilievo. Del 1933
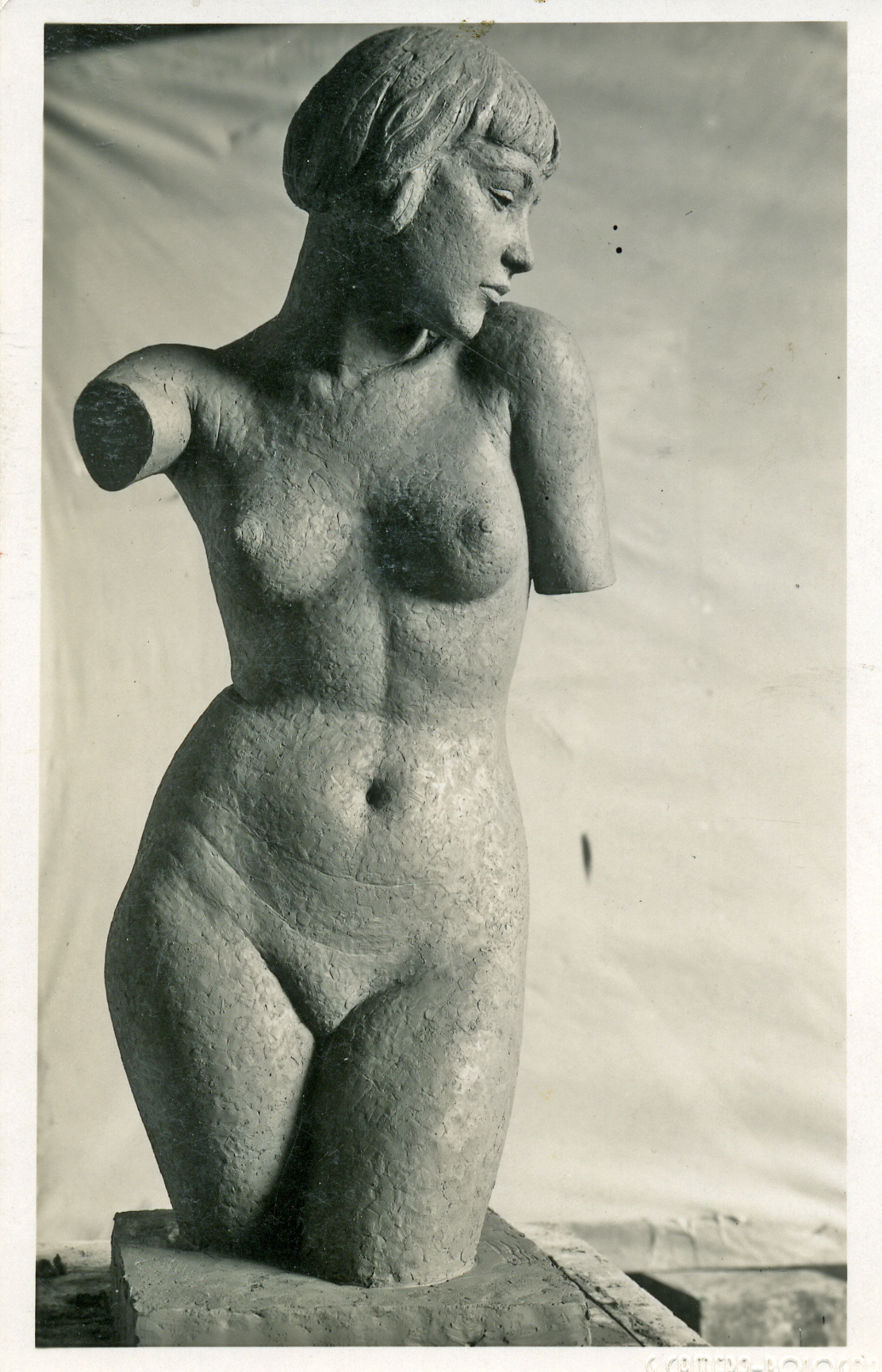
Femminilità, in gesso e bronzo. Del 1933
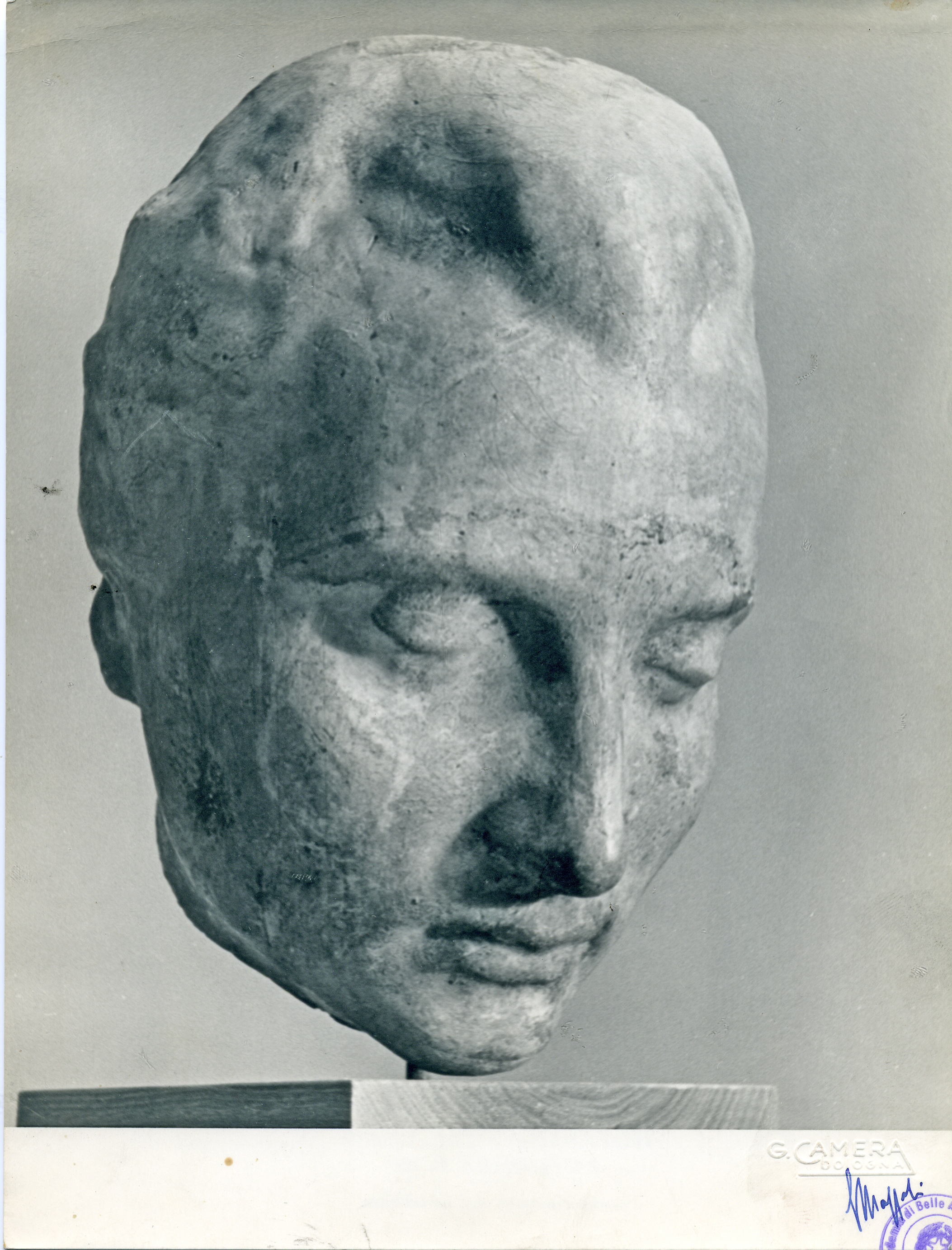
Maschera di donna, in marmo. Del 1946
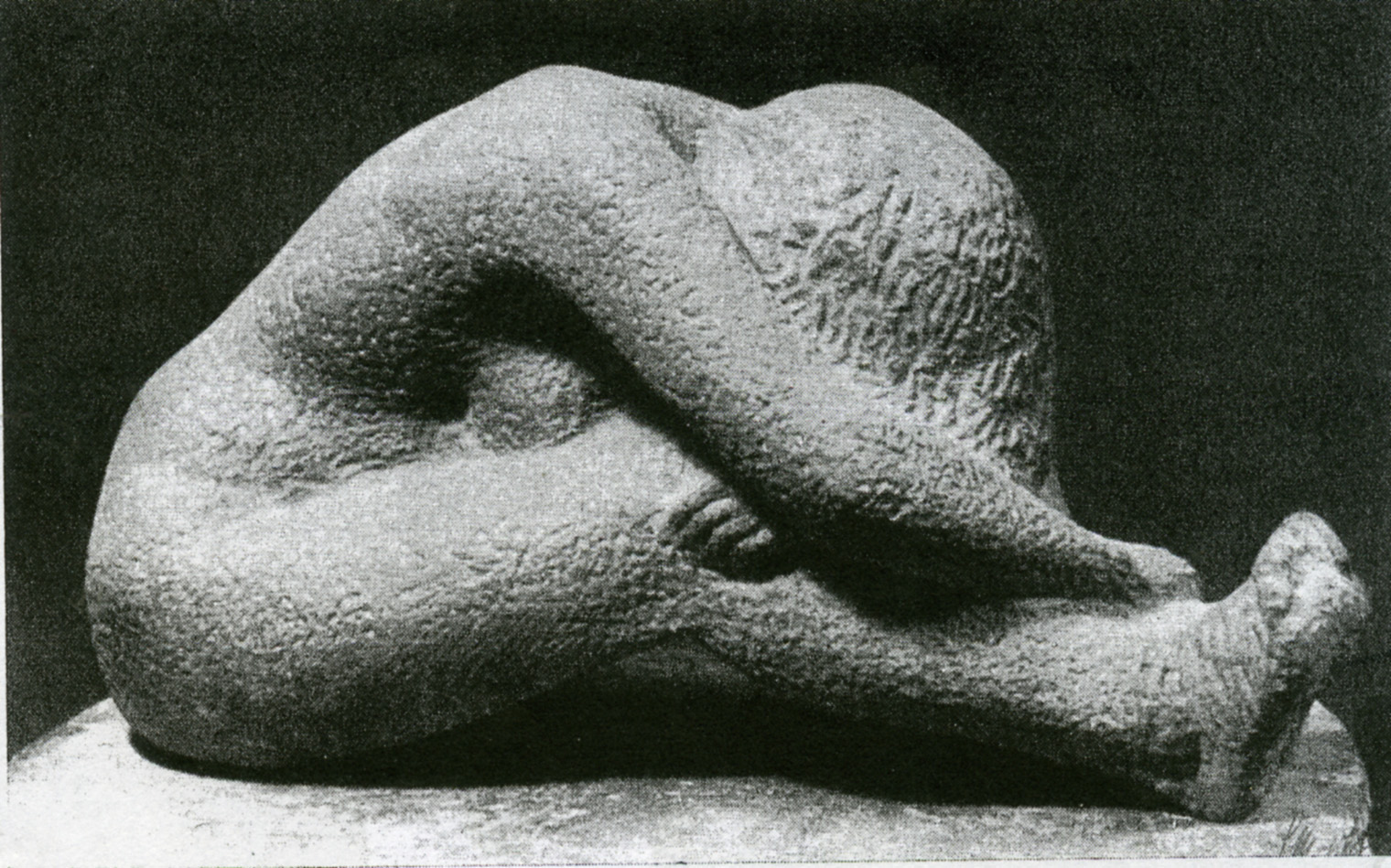
Angoscia, in pietra. Del 1948
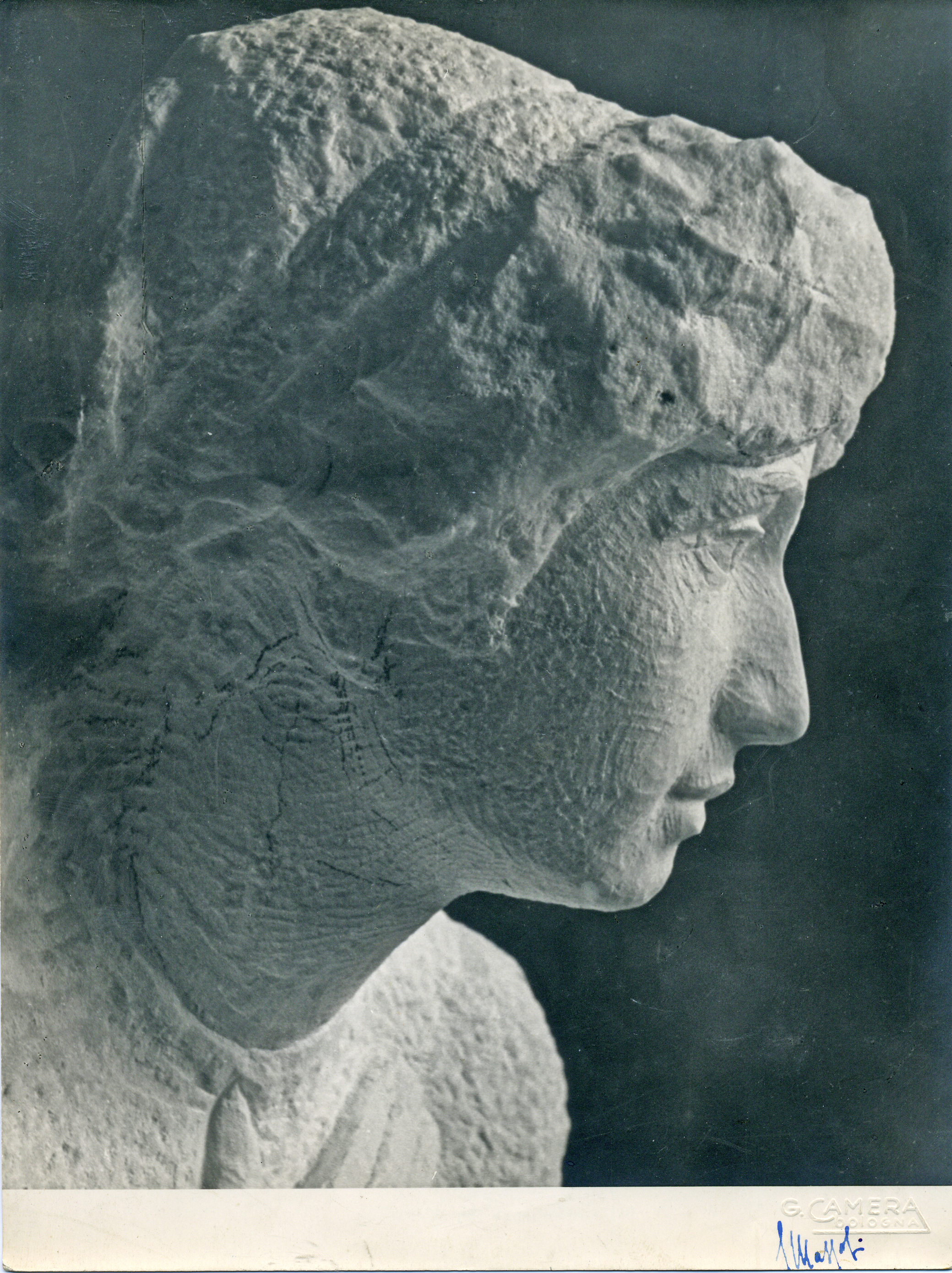
Ritratto di Romana, in pietra. Del 1948
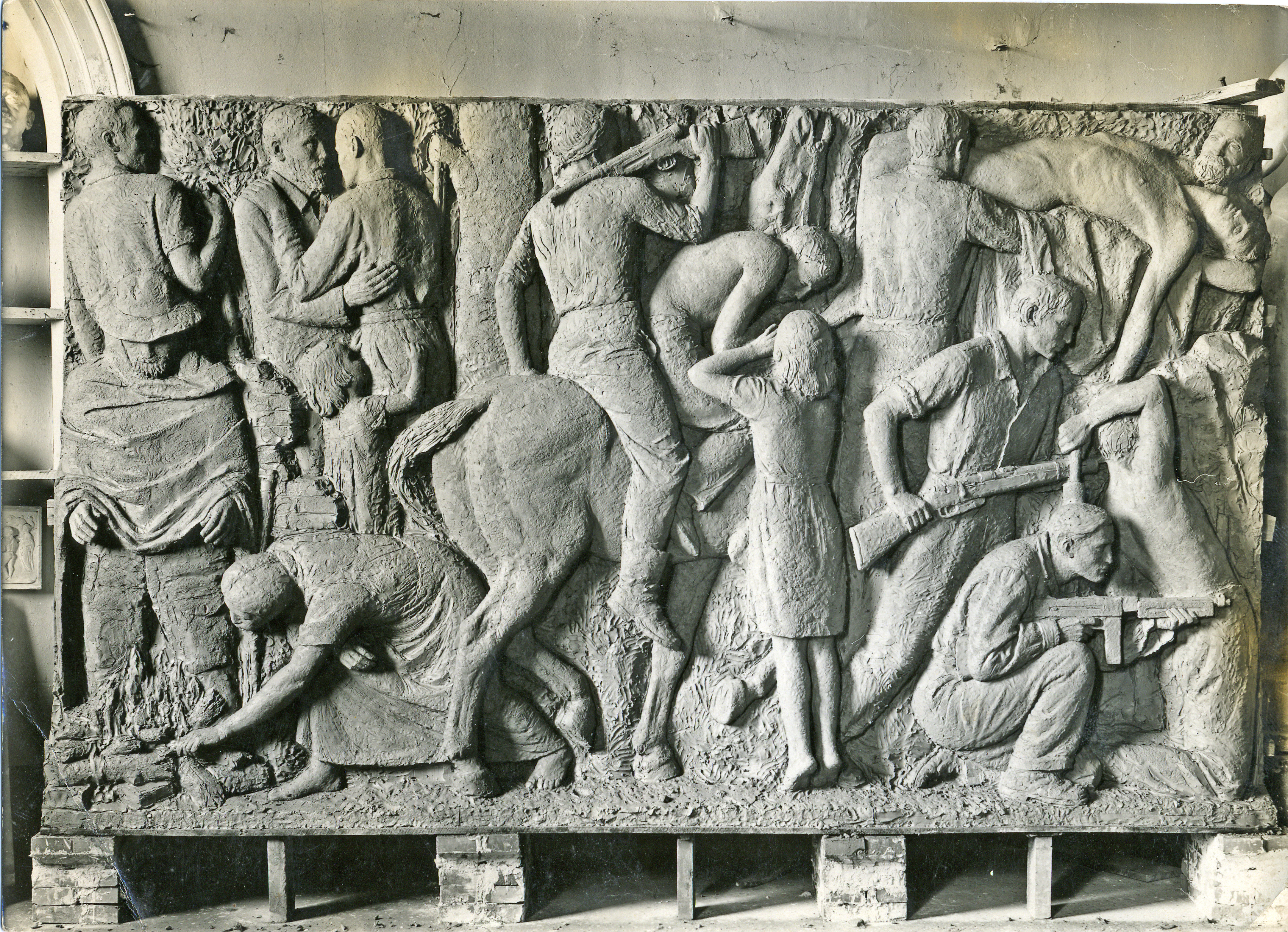
La lotta e il sacrificio dei partigiani, in calce mista. Del 1948
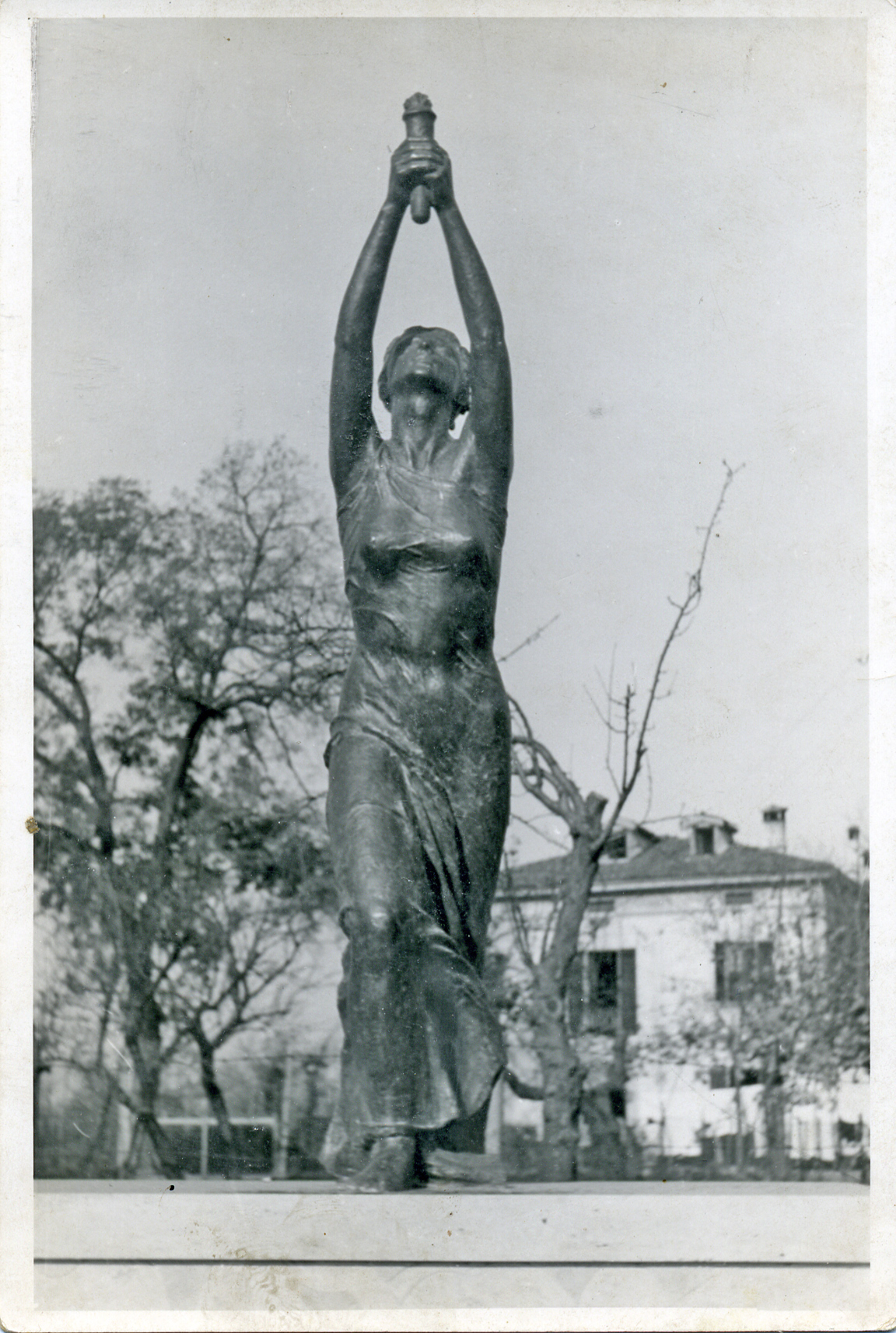
Monumento ai caduti per la libertà. Del 1950